# Mammuthus trogontherii

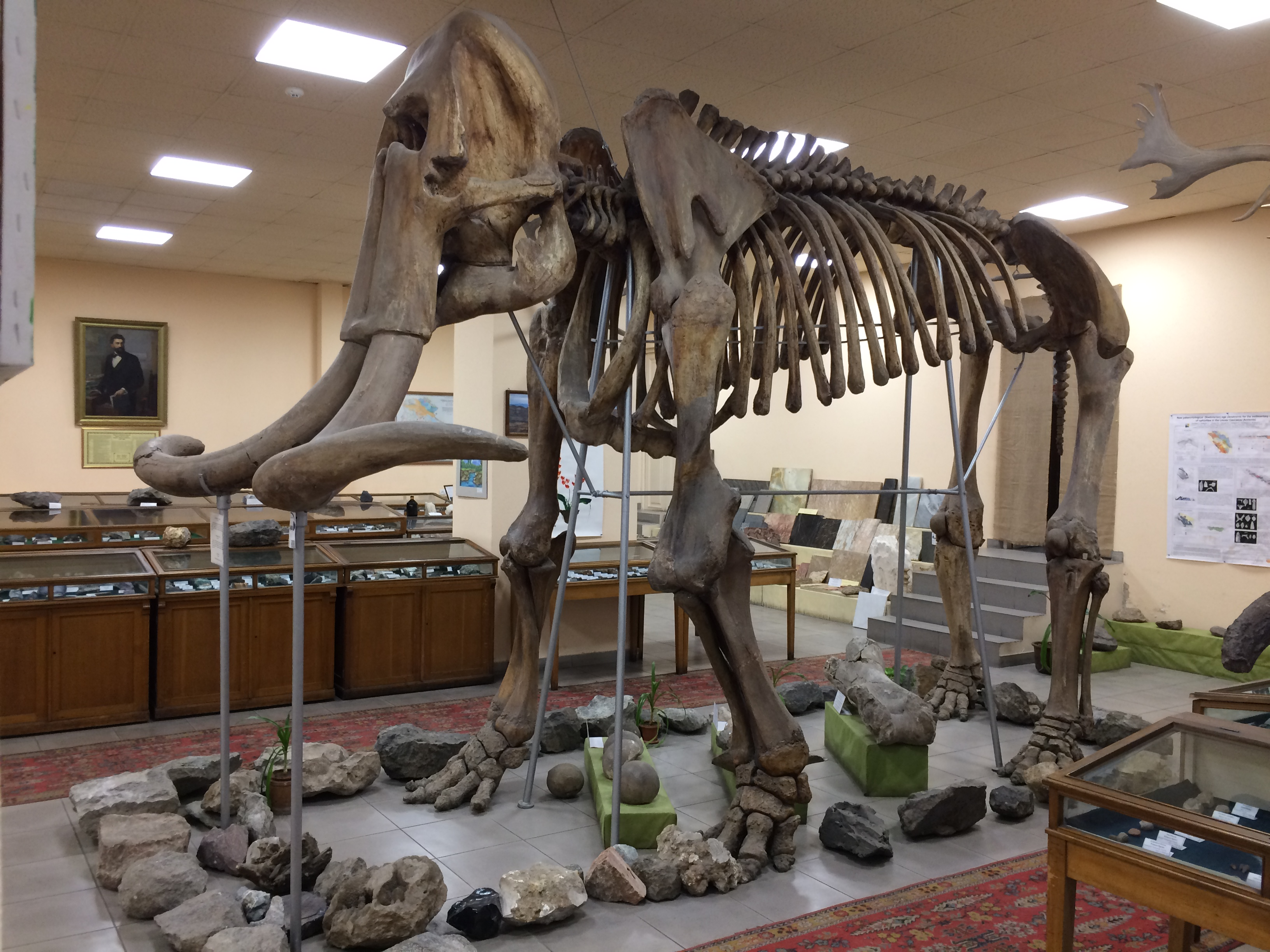
Степовий мамунт в Геологічний музей (Єреван), Єреван

Mammuthus trogontherii або мамут степовий — вимерлий вид слонових, який мав ареал на більшій частині північної Євразії під час середнього плейстоцену, 600 000-370 000 років тому. Ймовірно, мав еволюцію в Сибіру в ранньому плейстоцені з Mammuthus meridionalis, це був один з кроків еволюції на шляху до Mammuthus primigenius останнього льодовикового періоду.

## Опис
Степовий мамут, мабуть, відколовся у нижньому плейстоцені від Mammuthus meridionalis, якого він витіснив в середньому плейстоцені (750 — 500 Кілороків тому). Маючи висоту в плечах до 4,7 м, він був одним з найбільших представників хоботних всіх часів, а його вага сягала 10 тонн. Бивні у самців досягали 5 м, проте були не настільки закрученими, як у більш пізнього Mammuthus primigenius. Ці тварини жили на території Західного Сибіру, сучасного Казахстана, Ставропольського і Краснодарського країв. Степові мамути були краще ніж південні мамути пристосовані до харчування травами й проникали глибоко в степові регіони. Однак їх ареал поширювався і на лісисті місцевості, про що свідчать знахідки в торф'яних шарах східної Англії, в яких були знайдені також лісові рослини. Степові мамути були одним з перших видів мамутів, які завдяки густому вовняному покрову були добре пристосовані до життя в холодних регіонах. Близько 250 Кілороків тому з'явився Mammuthus primigenius, що виник в північному Сибіру як гілка степового мамонта і повністю витіснив останнього після нетривалого перехідного періоду.

## Знахідки
Повністю збережений кістяк степового мамута було знайдено в 1996 році біля сербського міста Кикинда і виставлений в місцевому музеї. Скелет належить самиці заввишки 4,7 м з бивнями завдовжки 3,5 м. Її вага оцінюється в 7 тонн. Цілком ймовірно, що самці в цій частині ареалу степового мамута були ще більшими та мали ще більші бивні.
У 1964 році в Кагальницькому піщаному кар'єрі за 7 км від Азова знайшли скелет степового мамута віком близько 700-800 Кілороків. Зберігається в Азовському історико-археологічному та палеонтологічному музеї-заповіднику.
В Чембакчинському яру (Ханти-Мансійський автономний округ) знайдений скелет степового мамута у доброму стані , який знаходиться в експозиції Музею природи та людини Ханти-Мансійська.